# Estudi op. 25, núm. 9 (Chopin)

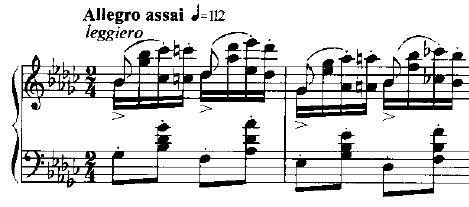
Inici de l'"Estudi op. 25 núm. 9"

L'"Estudi op. 25 núm. 9", en sol bemoll major, és un dels dotze Estudis op. 25 per a piano compostos per Frédéric Chopin; la data de composició se situa entre 1832 i 1834. També es coneix amb el sobrenom de "Le papillon" (en català, "La papallona"), tot i que aquests sobrenoms es van afegir posteriorment; moltes altres de les seves peces tenen aquests tipus de títols afegits. Sobre aquest tema el pianista Arthur Friedheim va dir: "mentre que alguns títols eren superflus, aquest no és adequat".
Aquest estudi és utilitzat per pianistes de jazz i l'interpreten sovint amb un toc més jazzístic o de swing.
També apareix en la pel·lícula El truc final (The Prestige), quan el personatge Robert Angier (interpretat per Hugh Jackman) es disposa a efectuar un truc amb una gàbia d'ocell; als crèdits finals és citat com a "Butterfly Étude" (en català, "Estudi papallona").
Tècnica:
Aquest estudi treballa bàsicament les octaves convinades amb terceres (o altres intervals) a la mà dreta. I també fa exercitar els salts a la mà esquerra.
| "Estudi op. 25, núm. 9"                                       |
|                                                               |
| Interpretació de Romuald Greiss en un piano Budynowicz (1850) |
|                                                               |